# Наш живот (Бачки Петровац)
Наш живот (свк. Náš život: časopis Matice slovenskej v Juhoslávii) је био часопис Матице словачке у Југославији за књижевност и културу који је излазио од 1933. до 1947. године у Бачком Петровцу.

## Историјат
Покренут је 1933. године као гласило Матице словачке у Југославији. Излазио је четири пута годишње на 48 страница (од 1936. на 64 странице), а уређивао га је Јан Чајак, док су уреднички одбор чинили Карол Лилге, Андреј Сирацки и Михал Топољски, а од другог броја придружио им се и Павел Врбовски. Од 1939. године часопис је уређивао Михал Топољски. За чланове Матице словачке часопис је био бесплатан, док је за остале годишња претплата за Краљевину Југославију износила 40 динара, а за иностранство 60 динара. Као и код већине словачких листова, и странице часописа Наш живот биле су нумерисане према годиштима, а не према бројевима.
Првих осам годишта часопис је излазио квартално. У последњем годишту часописа пре Другог светског рата, публикована су четири тома. Потом је уследила пауза, а први број у послератном периоду изашао је 1946 године. Последњег, десетог, годишта (1947) шест бројева часописа објављено је у једном тому.
Циљ часописа био је подстаћи књижевно стваралаштво у словачкој заједници, подршка омладини и информисање заједнице о делатности Матице. Часопис се залагао и за повезивање с југословенским културним и привредним установама, као и за прикупљање народног блага и обичаја словачке мањине. Иако је у почетку био подељен на рубрике Čast’ beletristická, básne, proza (Белетристички део, песме, проза), Časové otázky (Време питања) и Čast’ historická i národopisna (Историјски и и етнографски део), у којој су објављивани извори и историјски чланци, од другог броја називи рубрика су промењени у Články a úvahy (Чланци и размишљања) и Veda–Umenie–Kritika (Наука–уметност–критика). Од 1934. године, иако је часопис садржајно остао исти, чланци више нису били подељени по рубрикама.
У часопису су такође објављивани извештаји о деловању Привредног и просветног одбора Матице словачке, као и годишње вести о Матичином раду и попис чланова Матице словачке (од трећег броја у оквиру рубрике Matične zprávy - Вести из Матице) као и вести из културе и привреде Краљевине Југославије и Чехословачке Републике. Редовни су били и прикази часописа, као и спискови нових издања књига.
Овај часопис имао је значајну улогу у културном животу словачке заједнице у Краљевини Југославији. У Нашем животу су сарађивали истакнути припадници заједнице попут културних делатника Јана Груњика, Мартина Томана Банатског, Ладислава Згута и Јозефа Малиака, али су били објављивани и преводи радова Мирослава Крлеже и Густава Крклеца.